# Overberg-Kolleg
Das Overberg-Kolleg ist als Weiterbildungskolleg zur Erlangung der Hochschulreife eine Einrichtung des zweiten Bildungsweges. Schulträger ist das Bistum Münster. Benannt ist das Kolleg nach Bernhard Heinrich Overberg, einem katholischen Theologen und Pädagogen.

## Geschichte

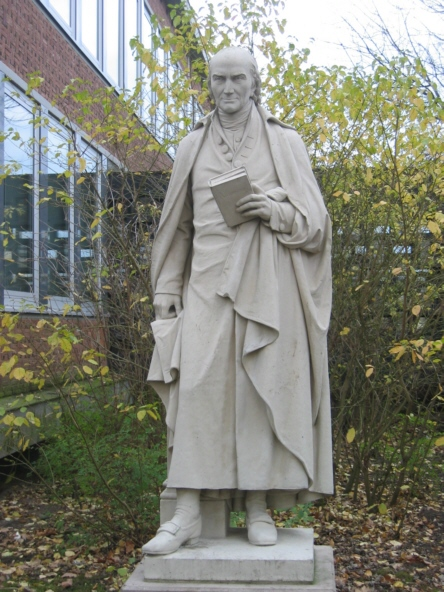
Statue Bernhard Heinrich Overbergs, Kopie von Anton Rüller am Overberg-Kolleg in Münster

Das Overberg-Kolleg wurde am 1. Oktober 1960 durch Bischof Michael Keller gegründet. Zunächst wurde es mit 25 Studierende in den Gebäuden des Collegium Ludgerianum am Kardinal-von-Galen-Ring 45 untergebracht. 1964 zog das Kolleg in die Fliednerstraße um und erhielt mit Friedhelm Wacker einen neuen Schulleiter. Mit 37 Lehrern und etwa 350 Schülern gehört es zu den kleineren Kollegs in Deutschland.

## Unterricht, Schulabschlüsse und Förderung
Die Schulzeit beträgt drei Jahre und wird in sechs Semestern unterteilt. Die Fächer Deutsch, Mathematik, Biologie und Geschichte werden als feste Leistungskurse angeboten. Der Erwerb des Abiturs ist an das Erlernen von zwei Fremdsprachen gebunden, angeboten werden Latein und Französisch. Zudem muss eine Fremdsprache vom ersten bis zum sechsten Semester belegt werden. Die Kolleggliederung sieht eine Einführungsphase (1. und 2. Semester, ein Jahr) sowie eine Qualifikationsphase (3. bis 6. Semester, zwei Jahre) vor. Als Abschlüsse kommen die Fachoberschulreife (Abschluss des 2. Semesters), die Fachhochschulreife schulischer Teil (frühestens mit Abschluss des 4. Semesters) sowie die allgemeine Hochschulreife (in der Regel nach dem 6. Semester) in Betracht.
Zur finanziellen Unterstützung sind elternunabhängige BAföG-Leistungen, die nach der Kollegzeit nicht zurückgezahlt werden müssen, möglich.

## Schulleiter
- 1960–1964: Rochus Junker
- 1964–1988: Friedhelm Wacker
- 1988–2008: Ulrich Töns
- 2008–2010: Hubert Beckmann
- 2010–2016: Heinz Noe
- 2016–: Ansgar Heskamp

## Lehrer
- Dermot Bradley war Lehrer für Geschichte und Englisch (Militärhistoriker).
- Volker Ladenthin war Lehrer für Deutsch und Philosophie (Pädagoge).

## Alumni
- Ulrich Boom, Weihbischof in Würzburg
- Andre Kramer, Comedian, Autor und Kabarettist
- Heinrich von der Haar, Schriftsteller